# Universität Basel
Universität Basel är det äldsta universitetet i Schweiz, grundat 1460 genom beslut av påve Pius II.
Basels universitet var ett av den europeiska renässanshumanismens födelseställen, bland annat genom Erasmus av Rotterdams tid vid universitetet. Under 1800-talet verkade också konsthistorikern Jacob Burckhardt och filosofen Friedrich Nietzsche här. Sammanlagt har universitetet nio nobelpristagare och två schweiziska förbundspresidenter bland sina alumner.